# Boudierghin
Boudierghin est une commune rurale située dans le département de Diabo de la province du Gourma dans la région de l'Est au Burkina Faso.

## Géographie
Boudierghin est situé à 7 km au Sud-Ouest de Diabo, le chef-lieu du département, et à 1,5 km au Nord-Est de Zonatenga.

## Santé et éducation
Le centre de soins le plus proche de Boudierghin est le centre de santé et de promotion sociale (CSPS) de Zonatenga.